# Baronies
Het Baronies is het Brabantse dialect dat gesproken wordt in grofweg de historische Baronie van Breda. Volgens de indeling van het Brabants die het Woordenboek van de Brabantse Dialecten hanteert, omvat het Baroniese taalgebied ook het gebied rond  Hoogstraten, Brecht, Wuustwezel, Nieuwmoer, en Rijkevorsel in de Belgische Noorderkempen, al moet het traditionele dialect hier sterk de concurrentie van het Antwerps ondervinden. In het noorden van de baronie spreekt men Markiezaats.

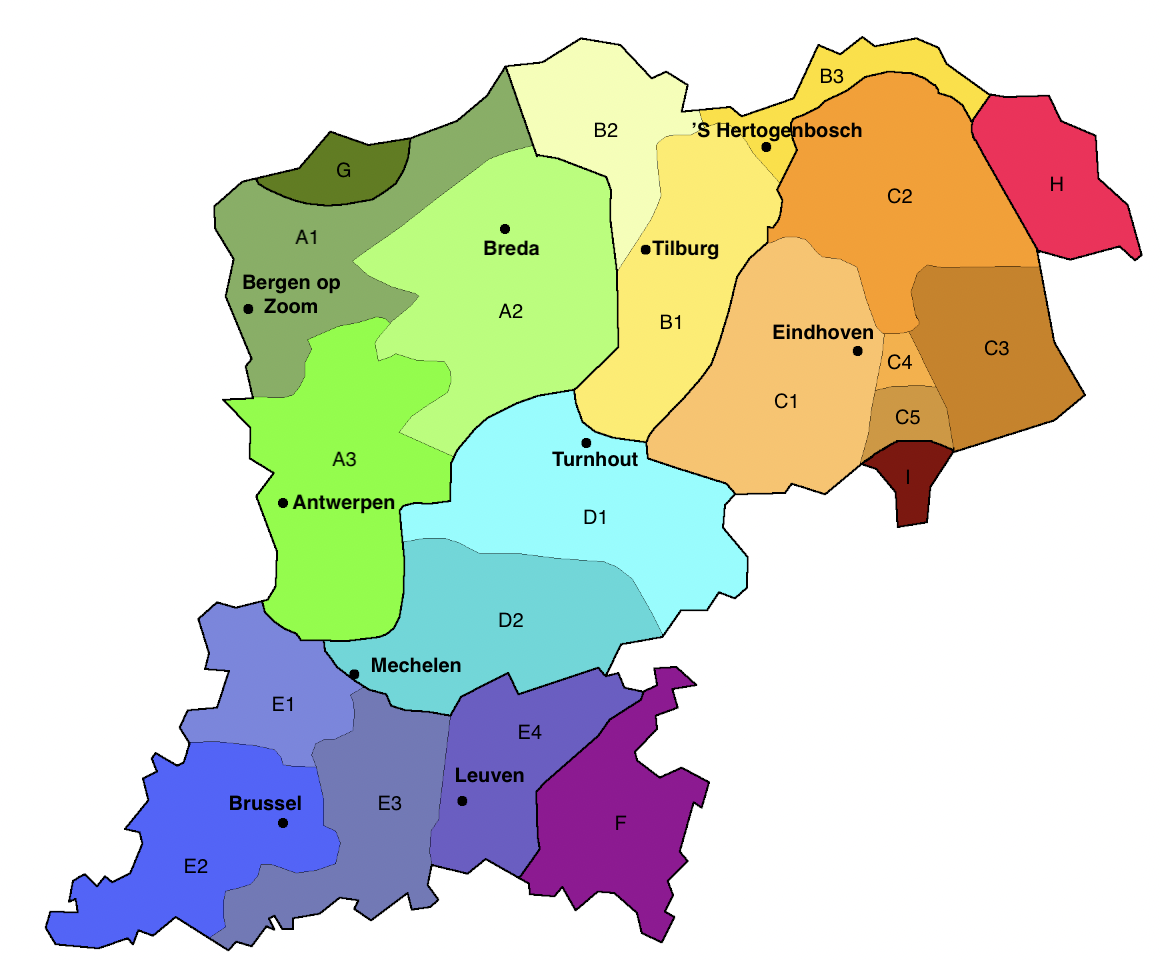
Kaart van subdialecten in Brabant

Samen met het (groot-)Antwerps en het Markiezaats vormt het Baronies het Noordwest-Brabants. Dit is een groep Brabantse dialecten die hun vorm te danken hebben aan het Antwerps. Toen door gevechtshandelingen tijdens de Tachtigjarige Oorlog Noordwest-Brabant grotendeels ontvolkt raakte hebben veel Antwerpenaren zich in het gebied gevestigd. Bovendien zorgt het prestige van deze stad al eeuwenlang voor een diepgaande invloed in de taal van de omringende gebieden.
Kenmerken die het Baronies met de andere dialecten uit de noordwestelijke groep deelt zijn:
- Vaak aai voor Standaardnederlands ei/ij en soms oi voor ui; sterke diftongering met zeer lange of zeer korte klank ("wei" -> "waai"; "wij" -> "waj")
- Vaak ie voor Standaardnederlands i;
- Inversie van de sp tot ps ("wesp" -> "weps")
- Geen umlaut in verkleinwoorden (i.t.t. Oost-Brabants);
- Het weglaten van de h

Het Baronies onderscheidt zich van het Markiezaats door
- Het optreden van palatalisatie in de Oergermaanse lange ô: Bredaas gruun tgov. Bergs groen;
- Het uitspreken van de oude scherplange ee en oo als monoftong oo, niet als stijgende diftongen jee en woo: eel groot, niet jeel grwoot.

Het onderscheidt zich van het Antwerps door
- Het behoud van de korte o, die niet in een oe veranderde;
- De meer geopende uitspraak van de oude scherplange ee en oo, die in het Antwerps ië en oeë werden;
- Niet overal ie voor Standaardnederlands i;
- Niet- of minder geronde uitspraak van de ao (Nederlandse aa)
- Een over het algemeen noordelijkere woordenschat met minder Franse leenwoorden.

Over de dialectconservering in de Baronie is niet al te veel bekend. Uiteraard gaat ook hier het dialect achteruit, en wel het snelst in de steden. Het is nog niet zeer lang geleden dat het Bredaas dialect nog stevig verankerd was in de Bredase samenleving; thans leeft het vooral in volksbuurten en onder de oude generatie. De dialecten worden vooralsnog bijna alleen met carnaval opgeschreven. Beroemd werd de "leergang" Eej Kul van de Bredase "paoters Terrepetijn OH en Saggerijn OW".